# Paoli, Indiana
Paoli är en stad i Paoli Township, Orange County, Indiana, USA. Befolkningen var 3 677 vid folkräkningen 2010. 

## Kända personer
- David L. Cornwell, politiker
- Margaret Hamilton, systemvetare